# Liberum veto
«Свободное вето» (лат. Liberum veto) — принцип парламентского устройства в Речи Посполитой, который позволял любому депутату сейма прекратить обсуждение вопроса в сейме и работу сейма вообще, выступив против. «Единогласие» было принято как обязательное в 1589 году, в 1666 году было расширено на воеводские сеймики.

## История
Истоком этого принципа стала традиция единодушного принятия решений в сейме, где каждый шляхтич представлял свою область, был избран местным сеймиком и нёс перед ним ответственность за все решения сейма, а также федеративного характера самого польско-литовского государства. Решение, принятое большинством против желания меньшинства (даже если это был только один сеймик) считали нарушением принципа политического равенства. Кроме того, для обоснования указанного принципа ссылались на закон Nihil novi (так называемая Радомская конституция), который запрещал королям принимать новые законы без согласия шляхты.
Обычно считается, что впервые этим правом воспользовался и прекратил работу сейма представитель Троков Владислав Сициньский в 1652 году, но это мнение ошибочно: в действительности он только наложил вето на продолжение дебатов в сейме вне установленного законом срока. Только в 1669 году в Кракове работа сейма была досрочно прекращена на основании liberum veto, наложенного представителем Киева Адамом Олизаром.
В первой половине XVIII века, эта практика становится все более и более обычной для сессий сейма, которые прекращались в соответствии с liberum veto. Соседи Речи Посполитой, Россия и Пруссия, сочли это удобным инструментом ослабления Польши.
После 1764 года liberum veto практически не применялось: принцип единодушия не препятствовал работе конфедеративных сеймов. Депутаты в начале сессии формировали «конфедерацию» (пол. konfederacja), чтобы предотвратить остановку работы сейма в соответствии с liberum veto.
Liberum veto было упразднено 3 мая 1791 года; Конституция (принятая конфедеративным Четырёхлетним сеймом) установила принцип большинства.
Достижения той конституции, однако — призванной стать первой современной кодифицированной конституцией Европы — были аннулированы другим, конфедеративным сеймом, собранным в Гродно в 1793 году. Этот сейм, под принуждением России и Пруссии, ратифицировал предпоследний, Второй раздел Речи Посполитой.

## Современные параллели и популярная культура
В честь этой процедуры названа польская коллекционная карточная игра 2004 года «Вето», действие которой разворачивается на фоне королевских выборов во время Сейма Речи Посполитой.